# Agrostis lendigera
Agrostis lendigera é uma espécie de gramínea do gênero Agrostis, pertencente à família Poaceae.